# Cardiocranius paradoxus
Cardiocranius paradoxus — вид гризунів родини Dipodidae. Він монотипний у межах роду Cardiocranius. Зустрічається в Китаї, Казахстані, Монголії. Його природне місце існування — пустеля помірного поясу. Цей вид маловідомий, його популяція та статус збереження не визначені.
C. paradoxus пристосувався до середовища пустелі, зарившись під землю, щоб запобігти перегріванню та сприяти виживанню. Тварини використовують свої нори для зберігання їжі та притулку, а в холодні зими впадають у сплячку, щоб зберегти енергію. C. paradoxus вважають за краще шукати їжу вночі, коли умови менш суворі.

## Характеристики
C. paradoxus має довжину тіла від 5 до 7 см, хвіст трохи довше тулуба. Зверху хутро сіре, знизу біле. Хвіст дуже тонкий біля основи, але потім раптово потовщується, ніби стискається. Крім цього незвичайного хвоста, цей тушканчик має ряд інших особливостей, які чітко відрізняють його від інших видів родини: будова кісток задніх лап; 5 пальців, внутрішній з яких сильно вкорочений; надзвичайно малі вуха; череп у формі серця (звідси наукова назва Cardiocranius).